# Митний режим
Митний режим – комплекс взаємопов’язаних правових норм, що відповідно до заявленої мети переміщення товарів через митний кордон України визначають митну процедуру щодо цих товарів, їх правовий статус, умови оподаткування і обумовлюють їх використання після митного оформлення .
Митні режими та їх врегулювання наведено в Розділі V Митного Кодексу України. З метою застосування законодавства України з питань державної митної справи запроваджуються такі митні режими:
1. імпорт (випуск для вільного обігу);
2. реімпорт;
3. експорт (остаточне вивезення);
4. реекспорт;
5. транзит;
6. тимчасове ввезення;
7. тимчасове вивезення;
8. митний склад;
9. вільна митна зона;
10. безмитна торгівля;
11. переробка на митній території;
12. переробка за межами митної території;
13. знищення або руйнування;
14. відмова на користь держави.

- Митні режими встановлюються виключно Митним кодексом України.
- Декларант має право обрати митний режим, у який він бажає помістити товари, з дотриманням умов такого режиму та у порядку, що визначені Митним кодексом України.
- Поміщення товарів у митний режим здійснюється шляхом їх декларування та виконання митних формальностей.
- За митним статусом товари поділяються на українські та іноземні.